# Stevie (chanson)
Pour les articles homonymes, voir Stevie.
Singles de Kasabian
bow
(2014) You're in Love with a Psycho
(2017)
Pistes de 48:13
bumblebeee
(2) (mortis)
(4)
stevie est le quatrième single du cinquième album studio du groupe de rock britannique Kasabian publié le 7 novembre 2014. Il n'entre pas dans le classement britannique des ventes de singles.

## Liste des chansons
Toute la musique est composée par Sergio Pizzorno.
| No | Titre  | Durée |
| -- | ------ | ----- |
| 1. | stevie | 4:45  |